# Koga Harue

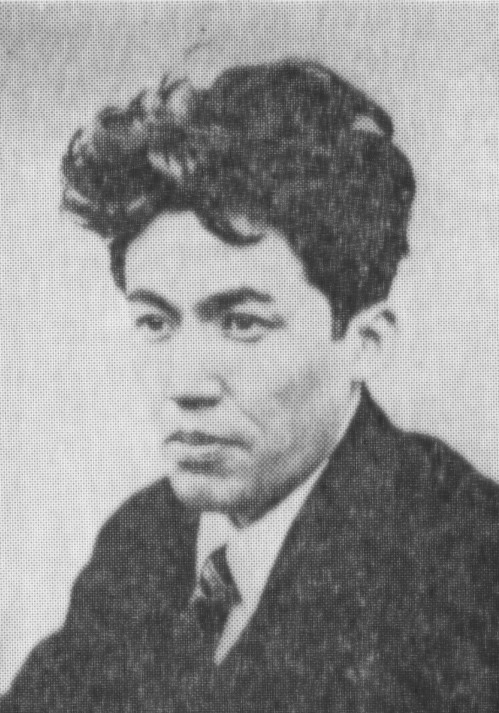
Koga Harue (1930)

Koga Harue (japanisch 古賀 春江; * 18. Juni 1895 in Kurume; † 10. September 1933) war ein japanischer Maler des Yōga-Stils.

## Leben
Koga wurde in Kurume (Präfektur Fukuoka) als ältester Sohn eines am Zenpuku-ji wirkenden Priesters geboren. 1912 ging er nach Tokio mit der Absicht, Maler zu werden. Er studierte an den privaten Kunstschulen Taiheiyō Gakai Kenkyūsho und Nihon Suisai Gakai Kenkyūsho. Auch Ishii Hakutei war einer seiner Lehrer.
Dann entschloss er sich, seinem Vater als Priester nachzufolgen, schrieb sich an der Taishō-Universität ein und studierte dort von 1916 bis 1918, führte den Mönchs-Namen Ryōshō (良昌). Er beschäftigte sich aber weiterhin mit Malerei und stellte 1917 zum ersten Mal ein Bild in der Künstlervereinigung Nika-kai aus. Dort gewann er 1922 den Nika-Preis. Im selben Jahr gründete er mit Nakagawa Kigen (1892–1972) und anderen die avantgardistische Künstlervereinigung Action (アクション, Akushon). 1930 wurde er in die Nika-kai als Mitglied aufgenommen. Trotz seines frühen Todes hat Koga ein umfangreiches Werk hinterlassen.
Koga stand Kawabata Yasunari nahe, war bekannt auch als avantgardistischer Dichter.

## Stil
Kogas früher Stil war durch Kubismus und Expressionismus geprägt und durch das Werk des Künstlers André Lhote. Nach 1925 folgte eine Periode mit märchenhaften Bildern in der Art des Paul Klee, ab 1929 nahmen seine Bilder surrealistische Züge an. So zeigte er 1929 in der Nika-Ausstellung das Bild „Die See“ (海, Umi), 1930 „Schminken außerhalb des Fensters“ (窓外の化粧, Sōgai no Keshō).

## Bilder

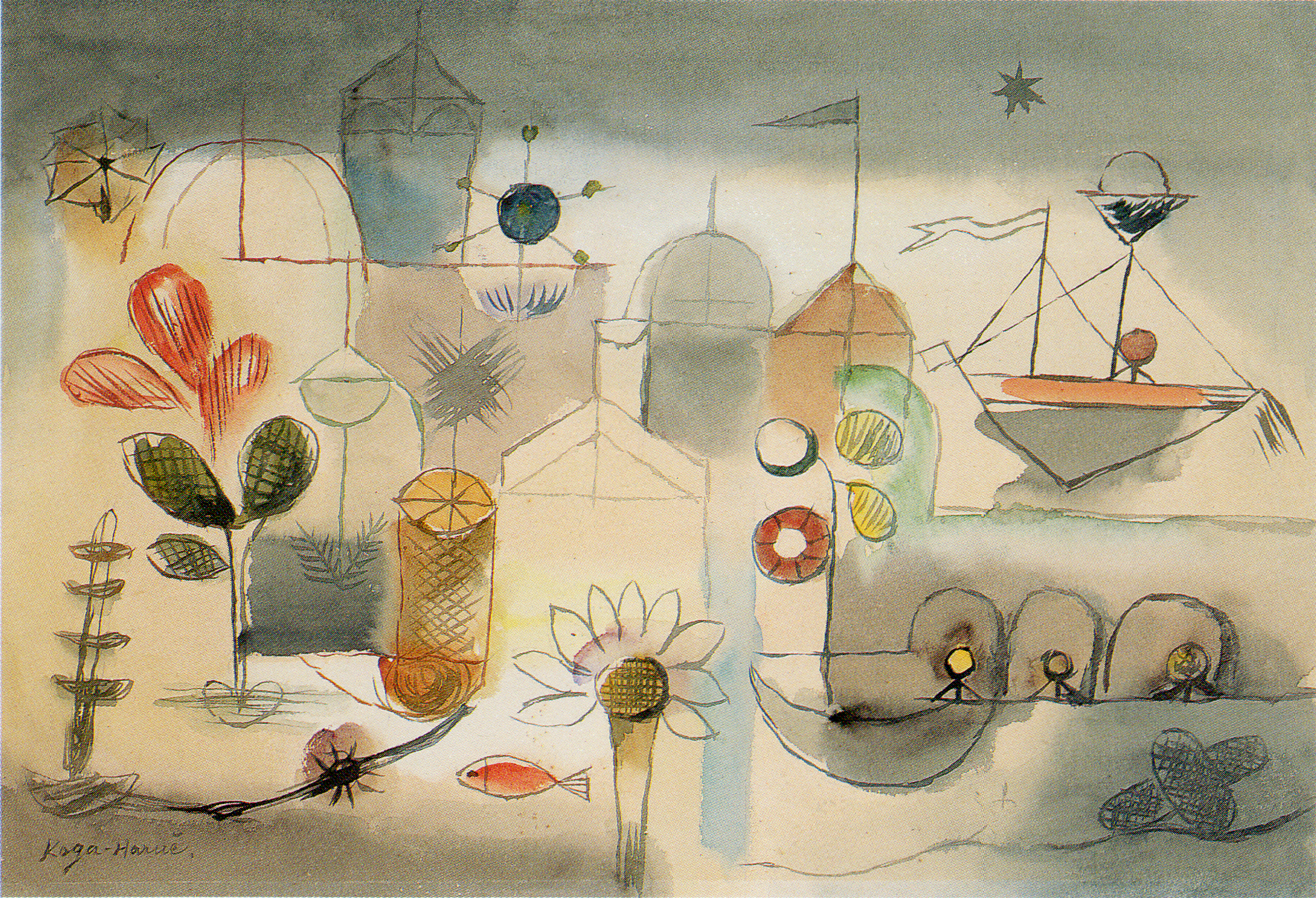
„Schöne Ausstellung“
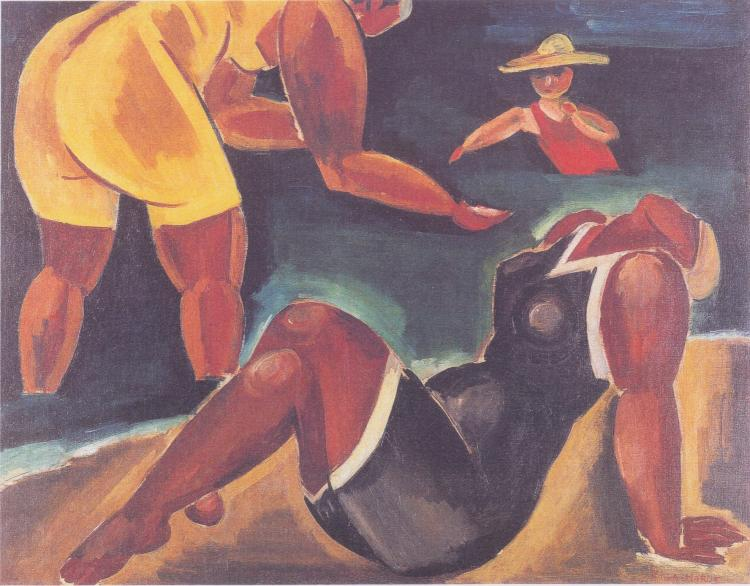
„Badende“
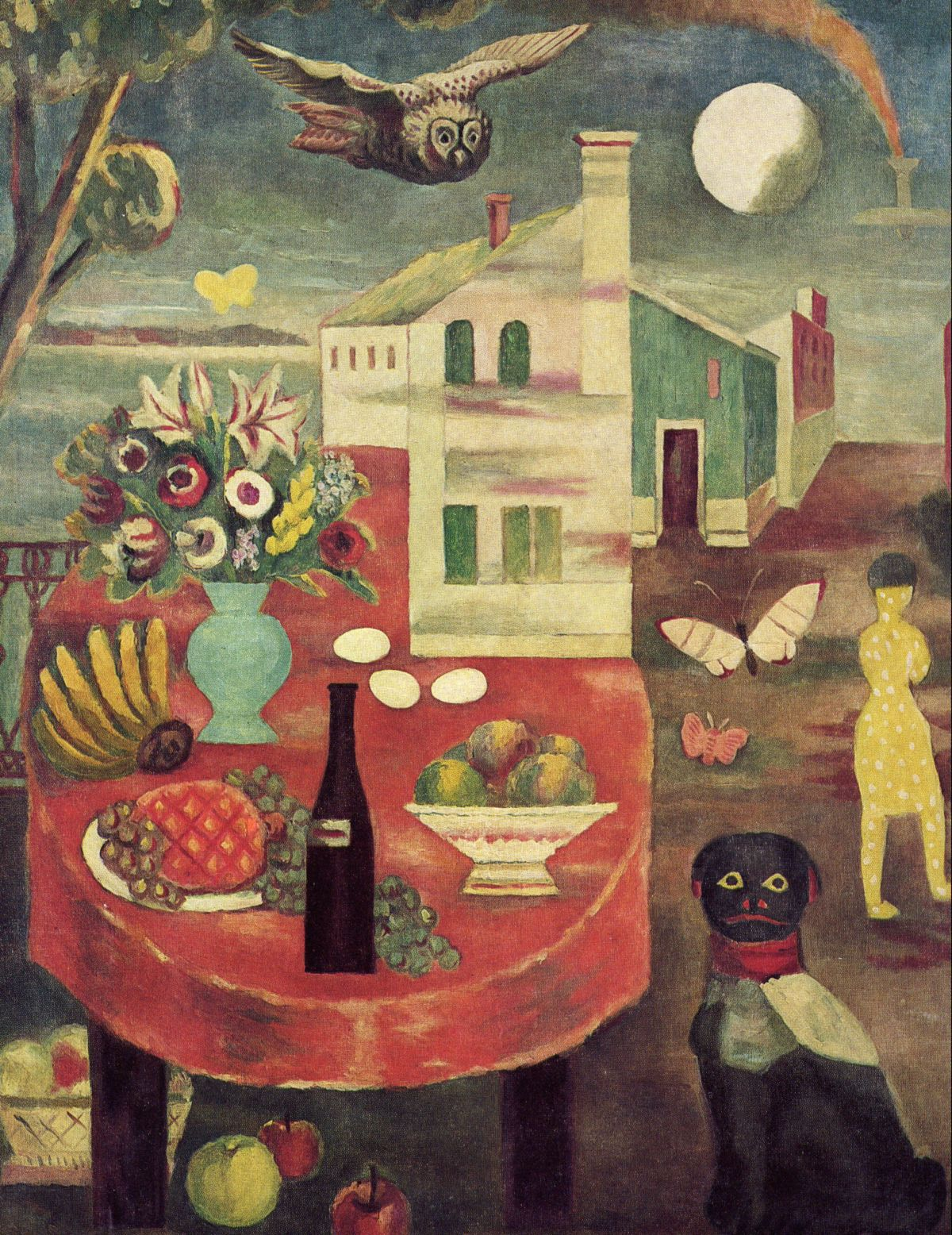
„Mondlicht“,1929
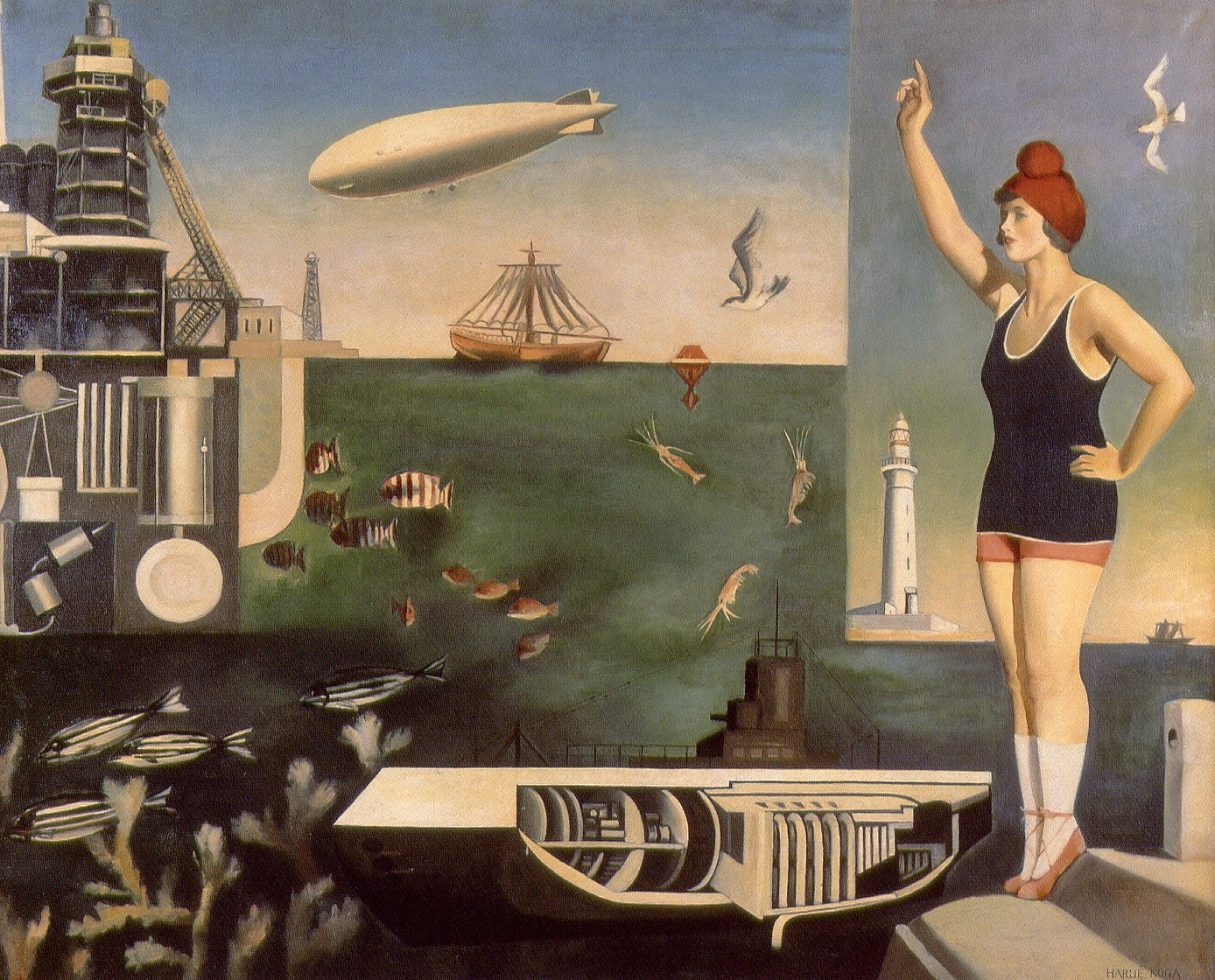
„Die See“
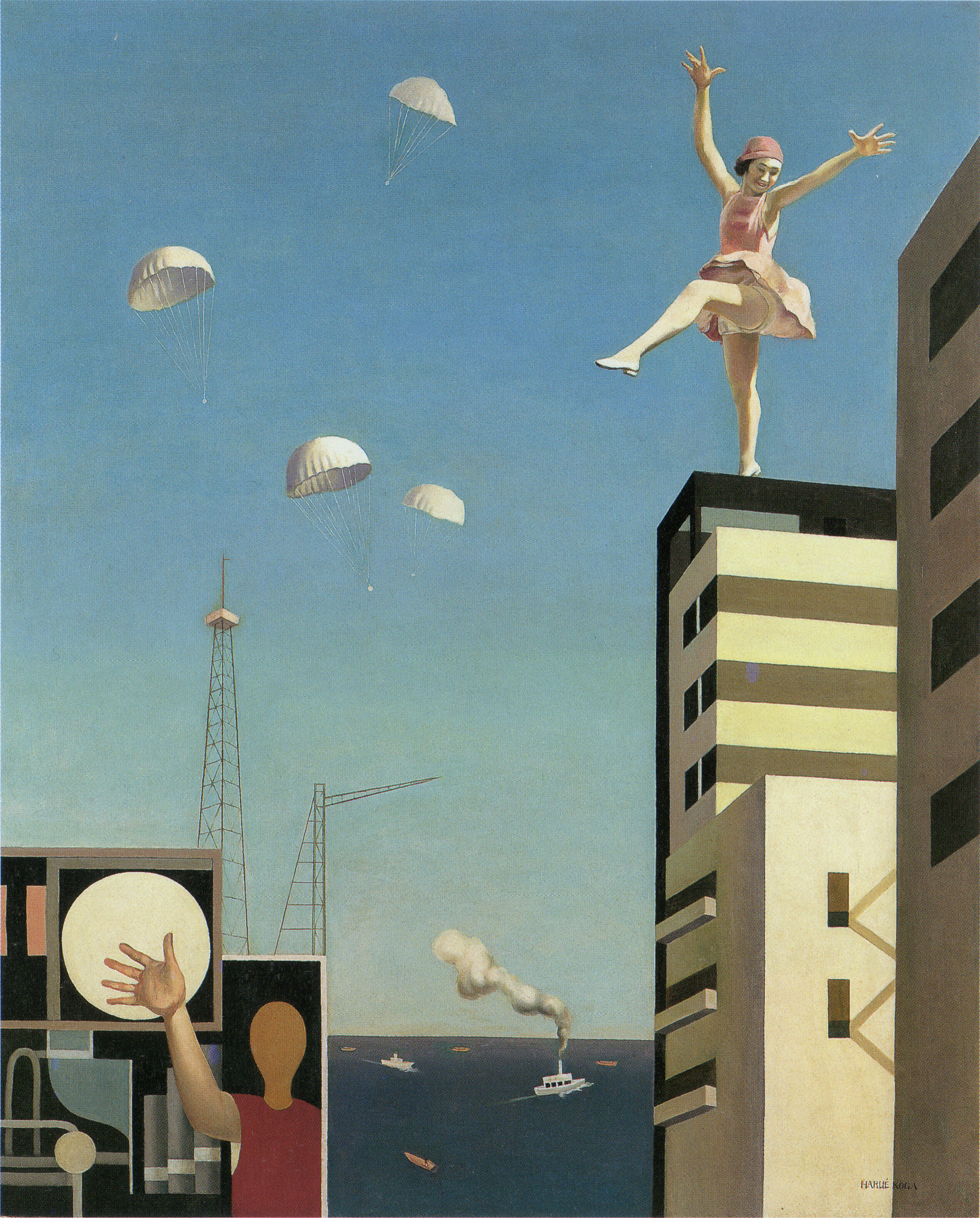
„Schminken außerhalb des Fensters“, 1930